# La Grande Vadrouille
Pour plus de détails, voir Fiche technique et Distribution.
La Grande Vadrouille est un film franco-britannique réalisé par Gérard Oury, sorti en 1966.
Deuxième comédie de Gérard Oury après Le Corniaud, le film se déroule durant la Seconde Guerre mondiale dans la France occupée et raconte les déboires de deux Français — totalement opposés par leurs caractères et leurs origines sociales — se retrouvant obligés d'aider un petit groupe d'aviateurs britanniques à se rendre en zone libre, tout en étant poursuivis par les Allemands. Ces deux Français sont interprétés par Bourvil et Louis de Funès, duo vedette du Corniaud, qui jouent respectivement un peintre en bâtiment un peu naïf et un chef d'orchestre de l'Opéra de Paris très acariâtre et imbu de sa personne.
Avec plus de 17 millions de spectateurs lors de sa 1re exploitation en salles (de 1966 à 1975), le film demeure pendant plus de trente ans le meilleur score du box-office français toutes nationalités confondues (avant d'être dépassé par Titanic en 1998) et durant plus de quarante ans le plus grand succès d'un film français sur le territoire français, avant d'être dépassé par Bienvenue chez les Ch'tis de Dany Boon en avril 2008. Cependant, proportionnellement à la population française des deux époques, La Grande Vadrouille reste au premier rang. Il est à ce jour troisième au palmarès des films français les plus vus en France, précédé par Bienvenue chez les Ch'tis et Intouchables.

## Synopsis
En 1942, pendant l'Occupation, un bombardier britannique embarquant cinq hommes d'équipage est abattu au-dessus de Paris par la Flak, lors d'un retour d'assaut aérien. Ses occupants sautent en parachute en se donnant rendez-vous aux bains turcs à la mosquée de Paris. Deux sont faits prisonniers, les trois autres parviennent à échapper aux Allemands. 
Le premier, Sir Réginald Brook, alias Big Moustache, atterrit dans le bassin aux phoques du zoo de Vincennes. Le directeur du zoo lui garde son parachute et lui fournit des vêtements civils pour qu'il aille aux bains turcs sans attirer l'attention.
Le second, Peter Cunningham, voit son parachute accroché à la nacelle d'Augustin Bouvet, un peintre en bâtiments, qui était en train de rafraîchir tout à son aise une palissade juste à côté du quartier général d'une section de la SS allemande. Repérés, ils s'enfuient par les toits de Paris et se réfugient chez une jeune fille nommée Juliette qui réussit à les cacher. Peter, blessé au bras par une balle allemande lors de la fuite, demande à Augustin d'aller à sa place aux bains turcs pour rassurer ses compagnons.
Le troisième, Alan MacIntosh, atterrit sur le toit de l'opéra Garnier et se réfugie dans la loge de l'acariâtre chef d'orchestre Stanislas Lefort qui arrive tant bien que mal à le cacher des soldats allemands menés par le major Achbach en le faisant passer pour son élève de harpe. Stanislas se rend à son tour aux bains turcs pour retrouver les amis de MacIntosh.
Aux bains turcs, Big moustache, Stanislas et Augustin se retrouvent dans le bain à vapeur et élaborent un plan : Stanislas retournera à l'opéra comme si de rien n'était pour informer Mac Intosh tandis que les deux autres viendront le chercher ce soir à l'opéra, déguisés en officiers allemands grâce à des uniformes volés dans les vestiaires. Chez le grand père de Juliette, Ils conviennent de prendre le train depuis Paris pour Meursault en Bourgogne pour rejoindre une cellule clandestine de la Résistance qui les aidera à aller en zone libre. 
A l'opéra, Macintosh, imprudent, se fait repérer dans la loge de Stanislas mais parvient à s'enfuir et se cacher. Stanislas est alors démasqué et arrêté mais doit malgré tout assurer la direction de l'orchestre sous la surveillance du major Achbach, à l'occasion d'une soirée de gala pour tout le gratin Allemand. Le soir même, l'explosion ratée d'une bombe d'un groupe de résistants visant le chef de la SS provoque une confusion massive et Stanislas parvient à s'enfuir avec MacIntosh, Big Moustache et Augustin par les égouts. Le lendemain matin, après avoir volé des vêtements, ils ratent de peu le train où sont montés Peter et Juliette et s'emparent d'une voiture de la poste pour rouler jusqu'en Bourgogne où ils tombent en panne sèche à mi-chemin. Pendant ce temps, dans le train les amenant en Bourgogne, Peter se fait repérer et arrêter et doit laisser Juliette continuer la route seule.
Peu après, Big Moustache et Macintosh arrivent à voler un camion de citrouilles à une religieuse, sœur Marie-Odile, qui accepte de leur prêter main-forte après avoir appris qu'ils étaient de la RAF. Ils embarquent Augustin et Stanislas mais arrivent plus loin à un poste de contrôle allemand. Cependant, les Anglais forcent le barrage et les citrouilles finissent dans les roues et sur la tête des motards Allemands lors d'une mémorable course poursuite. Le groupe arrive alors aux hospices de Beaune où les Anglais restent en tant que « malades » tandis qu'Augustin et Stanislas se rendent à Meursault en vélo pour retrouver Juliette et Germaine, la cheffe du réseau.
Ils passent la nuit dans l'hôtel du Globe, investi pour l'anniversaire d'un général Allemand, en se faisant passer pour les maris de Juliette et Germaine. Après avoir failli se faire démasquer par le major Achbach et son chauffeur qui logent aussi à l'hôtel, au point de dormir dans le même lit sans qu'aucun des quatre ne le remarque avant le réveil, Stanislas et Augustin tentent de passer la ligne de démarcation vêtus d'uniformes allemands et de chiens de patrouille fournis par Germaine mais finissent par se faire prendre par la vraie patrouille et sont ramenés à la kommandantur de Meursault où Peter se trouve lui aussi retenu prisonnier. Par un concours de circonstances, Big Moustache et MacIntosh se retrouvent aussi à la Kommandantur cachés dans des barriques de vin par soeur Marie-Odile qui doit renouveler son ausweis pour passer en zone libre. Voyant leurs trois amis prisonniers, ils parviennent à voler des uniformes allemands à des soldats et à déclencher un incendie dans la cave à vin pour provoquer une diversion. Le groupe se retrouve et s'enfuit avec soeur Marie-Odile dans son chariot, en ayant pris soin de crever les pneus de tous les véhicules allemands pour gagner du temps. 
En attendant de nouveaux véhicules, le major Achbach envoie un avion de reconnaissance pour suivre les fugitifs qui se rendent à un hangar où sont entreposés des planeurs qu'ils comptent utiliser pour enfin gagner la zone libre à proximité de la falaise.
Le major Achbach et ses troupes arrivent juste après leur décollage mais les vents capricieux ramènent temporairement les planeurs en zone occupée à portée de feu des Allemands. Cependant, le soldat préposé à la mitrailleuse ayant un gros problème de strabisme tire sur l'avion allemand d'observation qui finit par s'écraser tandis que les planeurs gagnent enfin la zone libre pour de bon afin de rejoindre l'Angleterre.

## Fiche technique
Sauf indication contraire, les informations mentionnées dans cette section peuvent être confirmées par la base de données cinématographiques IMDb,  présente dans la section « Liens externes ».
- Titre : La Grande Vadrouille
- Réalisation : Gérard Oury
- Scénario : Gérard Oury,

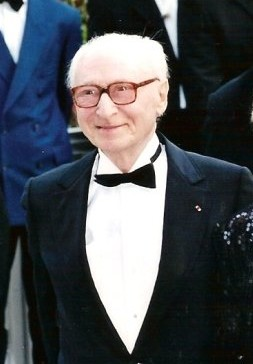
Gérard Oury en 2001.

  - adapté par Gérard Oury, Danièle Thompson et Marcel Jullian,
  - avec les dialogues de Georges Tabet et André Tabet
- Musique : Georges Auric[note 1]
- Décors : Jean André
- Costumes : Tanine Autré et Léon Zay
- Photographie : Claude Renoir et André Domage
- Son : Antoine Bonfanti, Urbain Loiseau
- Montage : Albert Jurgenson
- Cascades actions réglées par Claude Carliez et son équipe
- Production : Robert Dorfmann
- Sociétés de production[2] :
  - France : Les Films Corona
  - Royaume-Uni : The Rank Organisation
- Société de distribution :
  - France : Valoria Films
  - Royaume-Uni : Rank Film Distributors
- Budget : 2 290 000 €[3]
- Pays d'origine :  France,  Royaume-Uni
- Langues originales : français, anglais, allemand
- Studios : Paris-Studios-Cinéma (studios de Billancourt)
- Format[4] : couleur (Eastmancolor) - 35 mm - 2,39:1 (CinemaScope, Panavision) - son mono
- Genre : comédie historique, aventures, guerre
- Durée : 132 minutes
- Dates de sortie[5] :
  - France : 8 décembre 1966 (sortie nationale) ; 13 juillet 2016 (réédition - version restaurée)
  - Suisse romande : 26 décembre 1966
  - Belgique : 28 avril 1967
  - Royaume-Uni : 3 juin 1968
- Classification[6] :
  - France : art et essai, catégorie B (1966)[7]
  - France : tous publics (conseillé à partir de 10 ans)[8],[9]
  - Royaume-Uni : pour un public de 4 ans et plus (U - Universal - Suitable for all)[10]
  - Belgique : tous publics (Alle Leeftijden)[11]
- Affiche : René Ferracci (France)

## Distribution

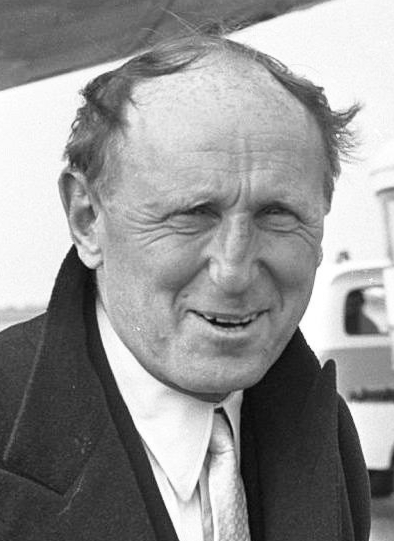
Bourvil
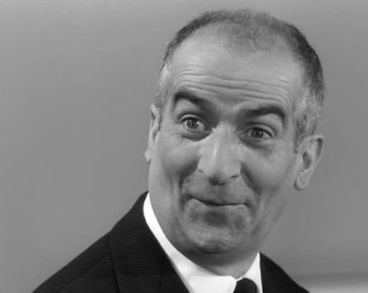
Louis de Funès
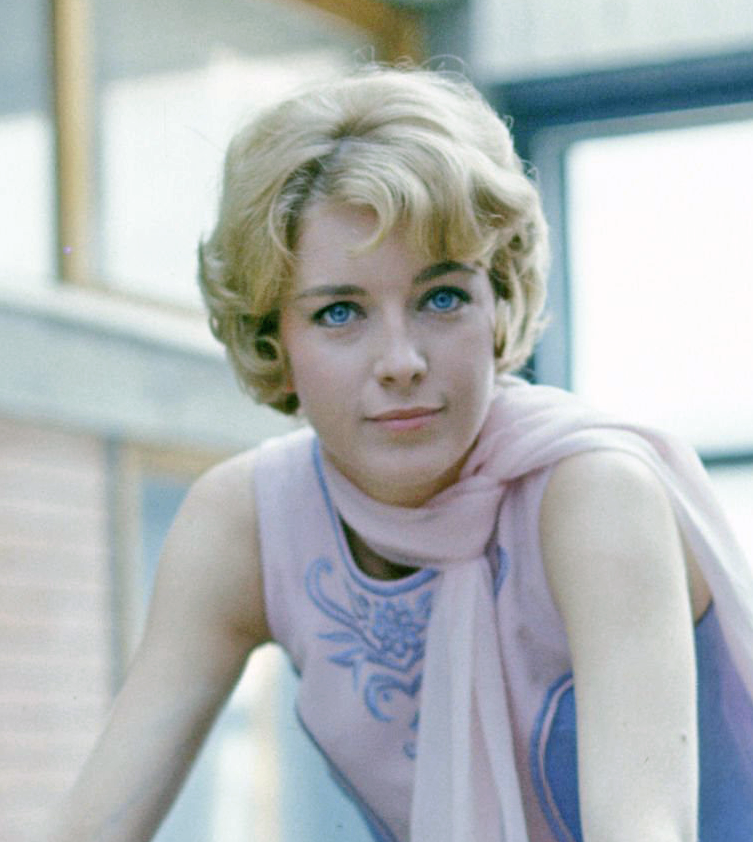
Marie Dubois
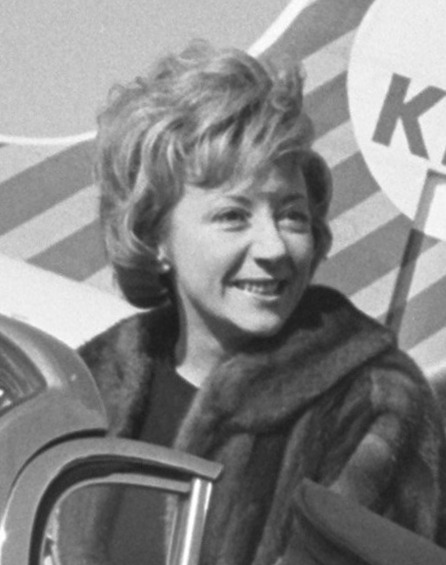
Colette Brosset

- Bourvil : Augustin Bouvet, peintre en bâtiment
- Louis de Funès : Stanislas Lefort, chef d'orchestre à l'Opéra de Paris
- Terry-Thomas : sir Reginald Brook alias « Big Moustache »
- Claudio Brook : Peter Cunningham
- Mike Marshall : Alan Mac Intosh
- Marie Dubois : Juliette, la petite-fille du Guignol
- Pierre Bertin : le grand-père de Juliette
- Andréa Parisy : sœur Marie-Odile
- Mary Marquet : la mère supérieure
- Benno Sterzenbach : le Major Achbach, l'officier allemand
- Paul Préboist : le pêcheur (brève apparition)
- Henri Génès : le gardien du zoo de Vincennes
- Colette Brosset : Mme Germaine
- Mag-Avril : la vieille locataire
- Rudy Lenoir : un soldat allemand
- Michel Modo : le soldat qui louche
- Sieghardt Rupp : le lieutenant Sturmer
- Helmuth Schneider : l'officier allemand dans le wagon-restaurant
- Hans Meyer : Otto Weber, l'élégant gruppenführer
- Jacques Bodoin : le chanteur d'opéra (basse) jouant Méphistophélès
- Guy Grosso : le bassoniste bavard
- Jean Droze : l'autre bassoniste bavard
- Pierre Bastien : Plombin
- Noël Darzal : Lucien
- Jacques Sablon : Bébert
- Paul Mercey : le moustachu du bain turc
- Hans Verner : un officier allemand à l'Hôtel du Globe

Non crédités
- Georges Atlas : le policier de la Gestapo à l'atelier d'Augustin
- Anne Berger : Marguerite
- Christian Brocard : un employé de la gare
- Alice Field : la prostituée
- Gabriel Gobin : un machiniste résistant de l'opéra
- Rémy Julienne : le motard qui reçoit la citrouille
- Gérard Martin : le harpiste
- Clément Michu : le postier à la gare
- Jean Minisini : un soldat allemand
- Raymond Pierson : un soldat allemand
- Édouard Pignon : figurant à l'Opéra
- Danièle Thompson : figurante
- Lionel Vitrant : Barbot
- Nicolas Bang : John, le bombardier
- George Birt : Harry, le mitrailleur
- Guy Bonnafoux : l'employé du bain turc
- Jerry Brouer : un soldat allemand
- Charly Constant : Ludwig
- Georges Frédéric Dehlen : le commandant allemand
- Fred Fischer : un colonel allemand
- Guy Fox : le gros bonhomme
- Raoul Gola : le pianiste
- Peter Jacob : un général allemand
- Catherine Prou-Marshall : une nonne aux hospices de Beaune
- Horst Miessner : le premier Allemand au hammam
- Jean-François Masson : le second Allemand au hammam
- Bernard Mermod : le sous-officier greffier
- Jean-Pierre Posier : Patrick, le mécanicien
- Gary Ramm : le pilote allemand
- Tony Roedel : un sous-officier allemand
- Claude Rouillard : le second pêcheur
- Pierre Roussel : le voisin de Peter au wagon-restaurant
- Georges Ruseckis : le chef SS à Paris
- Percival Russel : le soldat allemand assommé
- Claude Salez : un officier allemand
- Rolph Spath : l'aide de camp
- Sacha Tarride : le premier garçon
- Conrad Von Bork : un autre colonel allemand
- Joachim Weshoff : Faust
- Jean Landret : le guide à Chaillot (scène coupée)
- Reinhard Kolldehoff : un caporal allemand

- A. Stuart : Dick
- Raoul Gola : le pianiste
- Guy Fox : Le gros bonhomme
- Rolf Spat : Aide de camp
- Hamm : S.S.Opéra

## Production

### Genèse

#### Un ancien projet abandonné

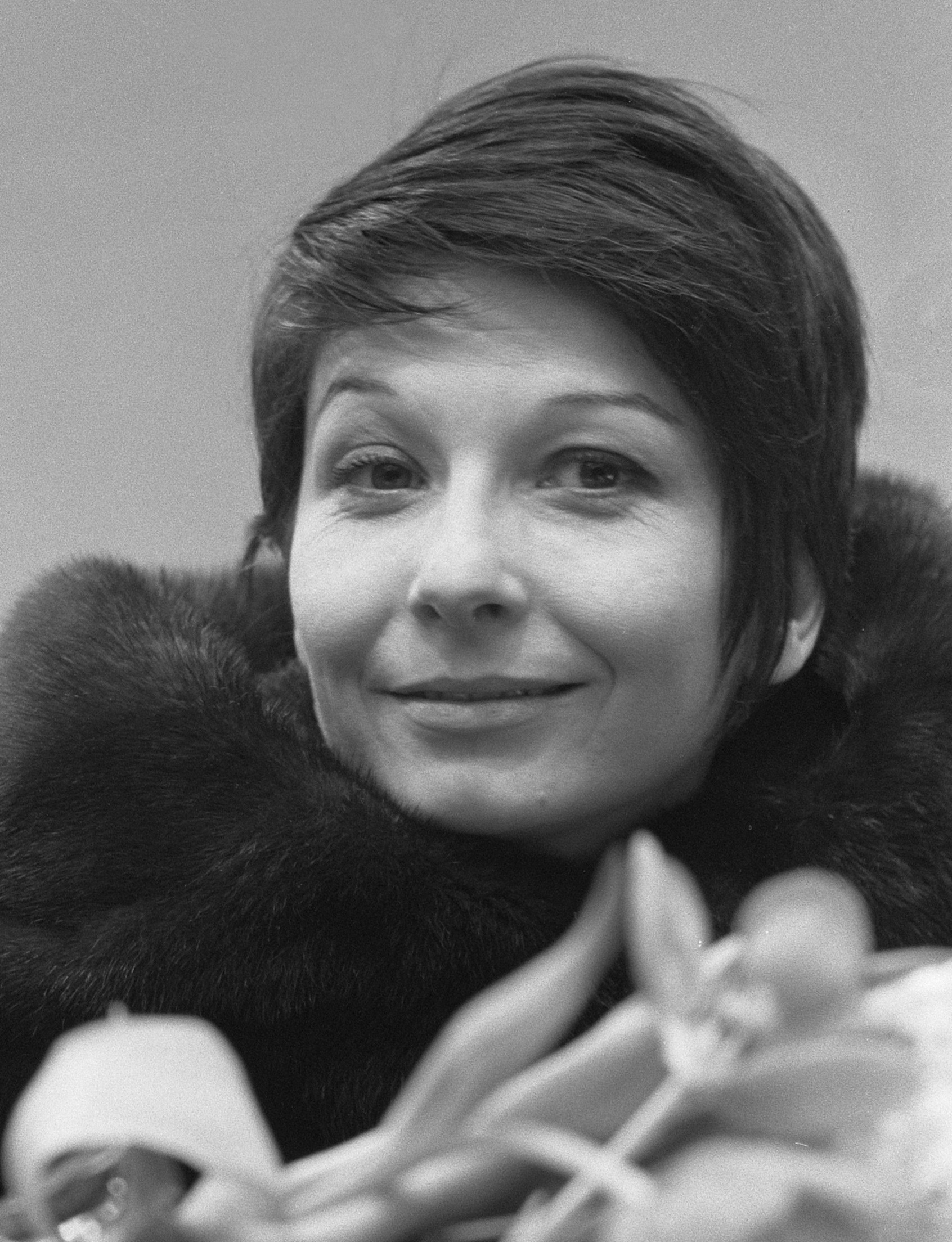
Zizi Jeanmaire devait jouer le double rôle des jumelles Lili et Lulu dans le projet qui donnera plus tard La Grande Vadrouille.

Au début des années 1960, le producteur Henry Deutschmeister de la Franco-London Films tient sous contrat Zizi Jeanmaire, célèbre meneuse de revue et actrice de l'époque. À la même période, Deutschmeister vient de produire La Main chaude, premier film réalisé par Gérard Oury. Il demande à Oury et son coscénariste Jean-Charles Tacchella d'écrire un film dans lequel Zizi Jeanmaire pourrait jouer deux rôles à la fois,,. Ceux-ci écrivent alors le synopsis d'un film sur deux sœurs jumelles nommées Lili et Lulu qui, pendant la Seconde Guerre mondiale, sous l'Occupation, sauvent des aviateurs anglais dont l'appareil a été abattu au-dessus de Paris et les conduisent en zone libre,,. Lili est très pieuse et l'épouse d'un marchand de « bondieuseries » de la place Saint-Sulpice et ne fréquente que des curés, tandis que Lulu est une prostituée,. Lulu prend en charge trois aviateurs et les conduit jusqu'à Marseille, en les faisant « transiter de claques en lupanars et de bordels en boxons », à leur plus grande joie,, même si ces lieux sont dangereux, car fréquentés par de nombreux officiers allemands,. Les trois autres aviateurs, eux, voyagent avec Lili de monastères en couvents, aidés par de courageuses nonnes, et vivent moins agréablement leur périple jusqu'en zone libre, : « Tirés de leur sommeil à l'aube, repas frugaux, froides cellules, les trois autres en fait de robe n'aperçoivent que la bure des moines ou les blanches cornettes des nonnes ». Un véritable fait divers a inspiré Oury et Tacchella : en 1942, un avion allié canadien a été abattu au-dessus de Paris et les membres de l’équipage ont dû sauter en parachute, l'un atterrissant sur les toits des Grands Magasins du Louvre et un autre place Clichy.
Henry Deutschmeister adhère au projet et achète le scénario, d'abord intitulé Au petit Jésus puis Lili et Lulu ou les Bonnes Sœurs. Trouvant que Tacchella et Oury sont de trop jeunes scénaristes, il fait appel à un « vrai constructeur de film », Léo Joannon, mais les scénaristes ne s'entendent pas avec ce réalisateur expérimenté,. Les rôles de Lili et Lulu sont par la suite prévus pour deux célèbres actrices jumelles italiennes, Pier Angeli et Marisa Pavan,, qui n'ont jamais eu l'occasion de jouer ensemble. Finalement, Deutschmeister n'arrive à convaincre aucun distributeur et ne trouve donc aucun financement pour le projet, qui est abandonné.
Gérard Oury avait déjà écrit une comédie se déroulant sous l'Occupation : Babette s'en va-t-en guerre, premier film français à traiter de la Seconde Guerre mondiale sur le mode de la comédie, qu'il a co-écrit en 1958 avec Raoul Lévy, également producteur du film. Brigitte Bardot, Jacques Charrier et Francis Blanche tenaient les rôles principaux et Christian-Jaque en était le réalisateur.

#### AprèsLe Corniaud, succès inattendu

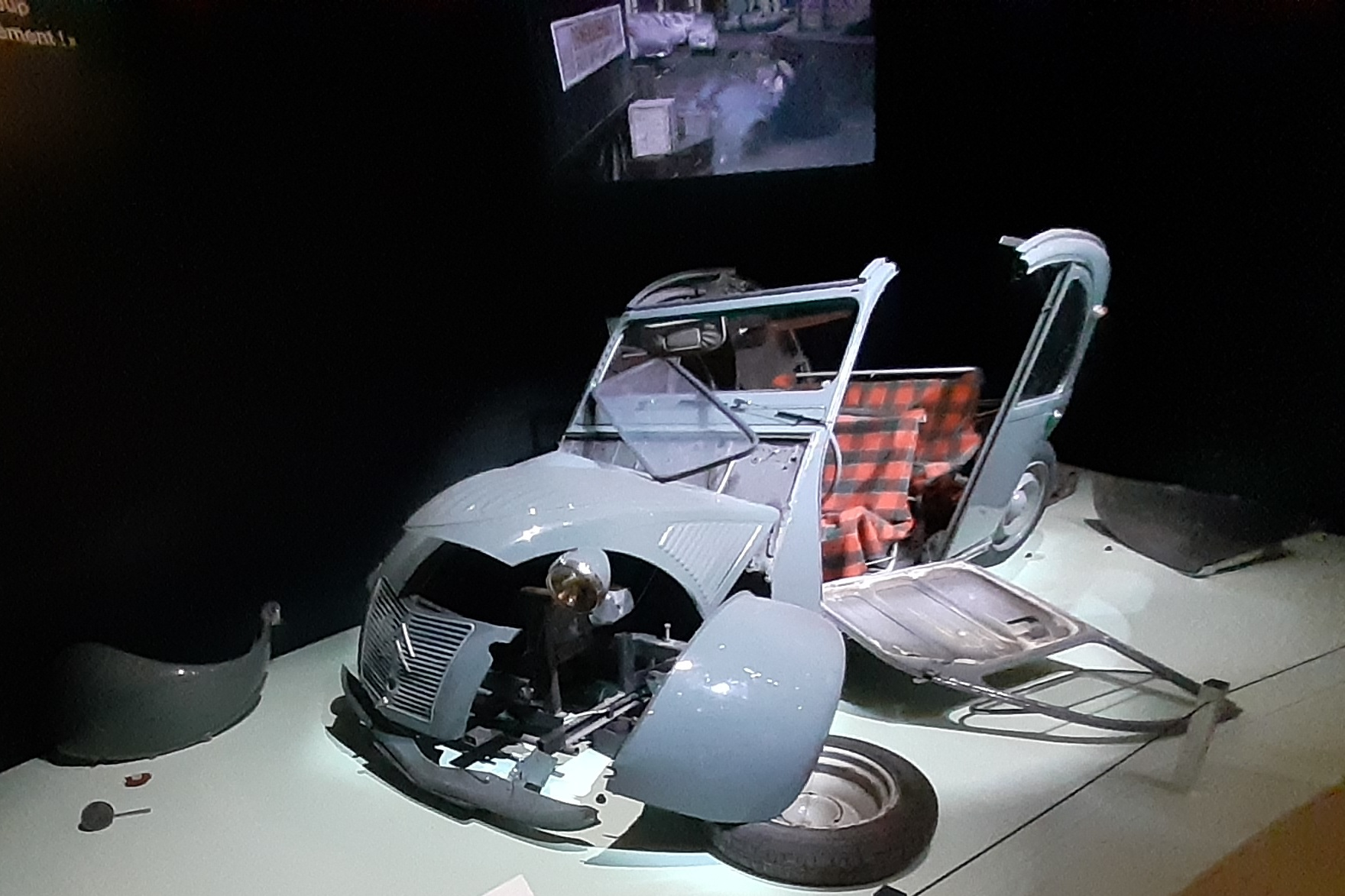
La 2 CV de Bourvil détruite par Louis de Funès dans Le Corniaud, premier film comique réalisé par Gérard Oury.

Suivant un conseil de l'acteur Louis de Funès donné lors du tournage du Crime ne paie pas, le troisième film qu'il réalise, Gérard Oury s'éloigne du cinéma dramatique pour tenter de monter une comédie. Son quatrième film, Le Corniaud, réunissant Bourvil et Louis de Funès, crée ainsi la surprise en mars 1965. Le duo comique inédit en tête d'affiche attire les foules. Le film profite de moyens et d'une qualité technique inhabituels pour les comédies françaises de l'époque, grâce à l'ambitieux producteur Robert Dorfmann. Dès le tournage, le réalisateur était conscient du potentiel du duo vedette et envisageait de les réunir sur un film suivant, en cas de succès. Il leur avait d'ailleurs raconté le sujet de Lili et Lulu.

Une nouvelle confrontation de Louis de Funès et Bourvil est attendue après le triomphe connu par Le Corniaud.

Avant même la sortie en salles, Gérard Oury avait proposé une nouvelle réunion aux deux acteurs, étant à la fois enthousiaste de rapidement les retrouver et inquiet de se les voir subtiliser par un autre metteur en scène. Dès les premiers signes de succès au box-office, le producteur Robert Dorfmann le presse de vite réfléchir à un prochain film pour Bourvil et Louis de Funès, si possible un nouveau road movie comique. En dépit de la fin ouverte du Corniaud, le réalisateur refuse catégoriquement l'idée de donner une suite, à contre-courant du procédé éprouvé par Le Gendarme de Saint-Tropez, Fantomas ou Don Camillo, ce qu'acceptent Dorfmann et les deux acteurs,,.
Oury suggère de reprendre et adapter le scénario de Lili et Lulu, propice à une comédie d'aventure. L'envie est aussi de réunir les deux acteurs plus longtemps qu'ils ne l'étaient dans Le Corniaud. Le 2 avril 1965, Gérard Oury reçoit Bourvil et Louis de Funès dans son appartement pour leur soumettre l'intrigue,. Les deux acteurs s'imaginent mal interpréter deux jumelles mais Oury a évidemment transformé l'histoire : « Les rôles principaux : Deux filles ? Et alors ? Je les transformerai en hommes ! Sautant en parachute de leurs bombardiers en flammes, les aviateurs anglais arriveront dans votre vie : toi, Louis, un grand chef d'orchestre puisque tu sais jouer du piano, toi André, un peintre en bâtiment en train de ravaler le mur surplombant la Kommandantur du Gross Paris ! »,.
Après quinze jours d'hésitation à cause de la période historique abordée, le producteur valide le projet et récupère, moyennant finances, les droits du scénario auprès d'Henry Deutschmeister,. Sollicité par Oury, Jean-Charles Tacchella ne désire pas s'impliquer dans la poursuite de leur ancien travail. Dans les premiers temps du projet, Oury annonce à la presse un synopsis encore très proche du scénario d'origine : « Nous les retrouverons tous les deux pendant la dernière guerre, à la tête d’un réseau qui s’emploie à faire fuir la France occupée à des prisonniers alliés évadés. Chacun a sa filière. Bourvil, frère d’une bonne sœur, achemine ses passagers de couvent en couvent, tandis que Louis de Funès, parent d'une dame de mauvaise vie, transfère les siens de l'une à l’autre de ces « maisons » abolies plus tard par Marthe Richard. Seulement, une interférence se produit. Bourvil et ses évadés se retrouveront dans les « maisons » de Louis de Funès, tandis que celui-ci empruntera la filière des couvents ». Le but de l'ensemble de l'équipe est ouvertement d'approcher la réussite artistique et commerciale réalisée par Le Corniaud, qui totalise déjà deux millions d'entrées à la fin du mois d'avril 1965.

### Développement

#### Choix des interprètes
Autour de Bourvil et Louis de Funès doit être réunie une distribution internationale, puisque les personnages sont de diverses nationalités, mais aussi pour assurer le succès dans le monde entier et la rentabilité de la grosse production que représente The Great Vadrouille, le film devant, pour atteindre ce but, réaliser des résultats équivalents au Corniaud en France, et les reproduire sur les cinq continents.

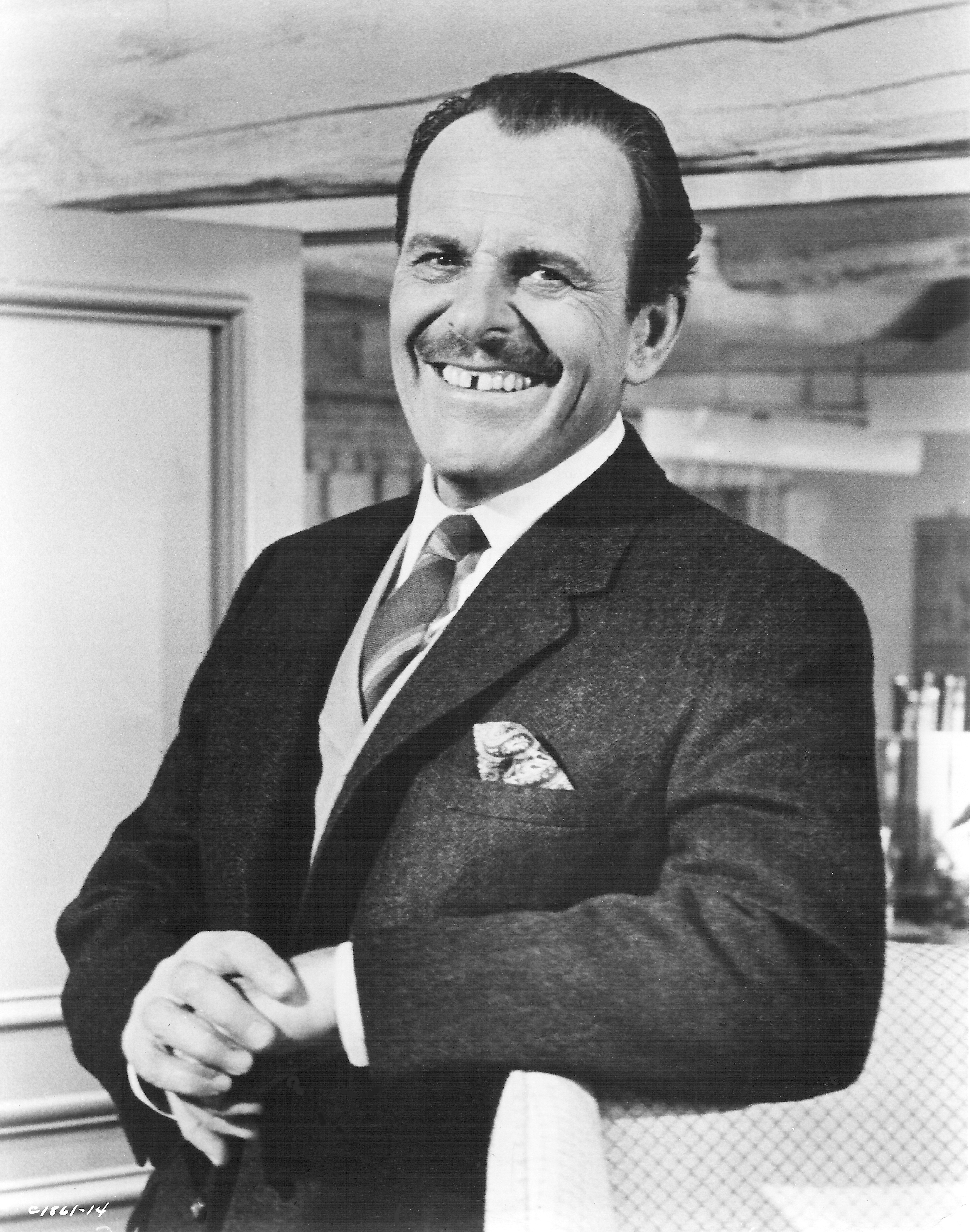
Terry-Thomas en 1968.

Pour le rôle de « Big-Moustache », sir Reginald Brook, Squadron leader de la Royal Air Force, Gérard Oury veut absolument l'acteur britannique Terry-Thomas, remarquable par sa grosse moustache et ses dents écartées. Sortant de plusieurs succès internationaux tels que Un monde fou, fou, fou, fou (1963) avec Spencer Tracy, Comment tuer votre femme (1965) avec Jack Lemmon et le film choral Ces merveilleux fous volants dans leurs drôles de machines (1965), Terry-Thomas s'avère être le comédien idéal pour montrer The Great Vadrouille à l'étranger,. Oury et Robert Dorfmann rencontrent l'acteur à Londres, qui leur demande un cachet exorbitant, étant alors l'un des acteurs les mieux payés du cinéma anglais et l'un des plus sollicités. Après qu'Oury l'a supplié « un genou à terre », Dorfmann finit par accepter de le payer au prix demandé. L'évocation du tournage en Bourgogne, connue pour ses vins, aurait également influencé son choix. L'attrait de l'acteur britannique pour le vin français est ensuite observé lors du tournage, et Oury le fait transparaître dans le personnage du Squadron Leader, notamment lors des scènes à Beaune.

« Il joue “Big Moustache”, le commandant du bombardier abattu, et, de Vouvray en Pommard, plonge de caves en celliers. Chaque fois que j'ai besoin de lui, les assistants savent où trouver “Big Moustache”. Rubicond, l'œil brillant, la démarche pas très bien assurée, il émerge un flacon de clos-vougeot ou de chambolle-musigny à la main. Je tire avantage de la chose et fait de “Big Moustache” un de ces Anglais toqués de la France parce qu'ils aiment son pinard »

— Gérard Oury, 1988,.
Gérard Oury distribue le rôle de l'aviateur canadien Alan MacIntosh à Mike Marshall.
Peter Cunningham, l'aviateur sauvé par Augustin Bouvet, est interprété par Claudio Brook, un acteur mexicain de père anglais et de mère française. Après plusieurs films de Buñuel, il tourne notamment en France Viva Maria ! (1965) et Du rififi à Paname (1966), et il s'installe à Paris début 1966, pensant avoir « une place à y prendre dans les rôles de quadragénaires virils ». Plus tard, il devient célèbre au Mexique pour ses rôles dans des films d'horreur.
Les rôles féminins ne sont distribués que très tard, quelques semaines à peine avant le début du tournage. La belle Juliette est jouée par Marie Dubois, révélée par les films Tirez sur le pianiste (1960) puis Jules et Jim (1962) de François Truffaut, et vue aux côtés de Bourvil dans Les Grandes Gueules (1965). Colette Brosset est engagée pour le rôle de Germaine, la patronne de l'Hôtel du Globe. La religieuse des Hospices de Beaune, sœur Marie-Odile, est campée par Andréa Parisy, qui jouait la fille de de Funès dans Escalier de service (1954), avant d'apparaître notamment dans Les Tricheurs (1958), 125, rue Montmartre (1959) et Cent mille dollars au soleil (1964), et qui partage alors la vie du producteur Robert Dorfmann. Le rôle de la mère supérieure des Hospices de Beaune est confié à Mary Marquet.

### Scénario
À l'origine le scénario était beaucoup trop long. Il se continuait dans une fuite menant les protagonistes jusqu'en Espagne. Présenté au producteur Robert Dorfmann celui-ci indiqua qu'il fallait couper à partir d'Albi où les fuyards passaient. Depuis, le terme d'« Albi » désigne dans la famille Oury/Thompson un point à partir duquel un scénario s'éternise, devient répétitif.

### Tournage
Le tournage a débuté le 16 mai 1966 et s'est déroulé sur dix-sept semaines. Le budget du film est de 14 millions de francs,, soit l'équivalent à l'époque de 1,3 milliard d'anciens francs, ce qui en fait alors le film français le plus cher à l'époque,.
Lieux de tournage :
- à Paris :

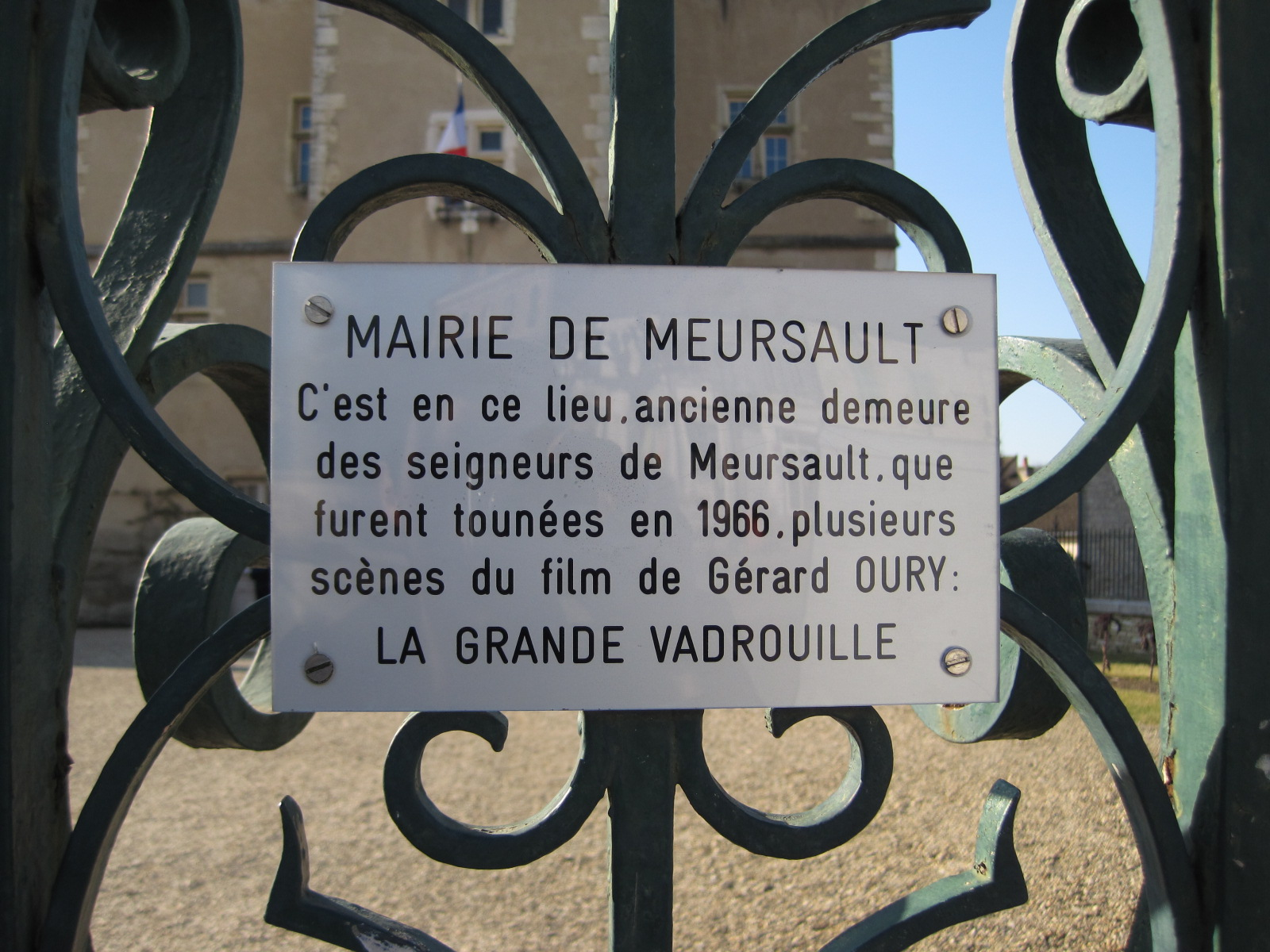
Plaque apposée sur le portail de la mairie de Meursault.

  - égouts de Paris : La scène des égouts a été en réalité tournée dans les studios de Billancourt à Boulogne-Billancourt.
  - 1er arrondissement de Paris : rue Bertin-Poirée (devant le no 4) La scène de la prostituée a été tournée au 4 de la rue Bertin-Poirée. On y voit toujours la plaque sur le trottoir, qui n'est pas celle d'un égout, mais du téléphone.
  - 5e arrondissement de Paris : hammam de la Grande Mosquée de Paris La scène des bains turcs, censée se passer au hammam de la Grande Mosquée de Paris, place du Puits-de-l'Ermite a été tournée en studio, mais la sortie de Louis de Funès des bâtiments a été tournée à l'angle de la rue Daubenton
  - 8e arrondissement de Paris : avenue des Champs-Élysées La scène du Guignol a été tournée au Guignol des Champs-Élysées, situé dans les jardins des Champs-Élysées (au carré Marigny), près du croisement de l'avenue Matignon et de l'avenue Gabriel.
  - 9e arrondissement de Paris MacIntosh atterrit sur les toits de l'opéra Garnier où toutes les scènes ont été tournées en décors réels grâce au double concours d'André Malraux, ministre de la Culture, et de Georges Auric, administrateur de la Réunion des théâtres lyriques nationaux qui fut, par ailleurs, compositeur de la musique du film.
  - 10e arrondissement de Paris : gare de Paris-Est La scène de la gare de Lyon a été tournée à la gare de l'Est au mois d'août. Un seul plan sur l'horloge de la tour de la gare a été réalisé à la gare de Lyon, ce qui est d'ailleurs fidèle à la réalité de l'époque ; en effet, à la suite des destructions des ouvrages d'art de la ligne PLM, c'est de la gare de l'Est ou de la gare de la Bastille que partaient les trains pour la Bourgogne et le sud via Troyes et Dijon.
  - 12e arrondissement de Paris La scène de l’atterrissage de Sir Reginald a été tournée au parc zoologique de Vincennes dans le bassin des phoques qui avait été vidé de ses occupants pour l'occasion.
  - 16e arrondissement de Paris Les scènes de la peinture, de la cage d'ascenseur, du défilé SS et de l’atterrissage de Peter ont été tournées au musée de la Contrefaçon au 16 de la rue de la Faisanderie (cour et mur de droite pour la cage d'ascenseur).
  - 18e arrondissement de Paris Pendant l'alerte au bombardement, les scènes de fuite sont filmées sur la butte Montmartre.
- en Seine-et-Oise (aujourd'hui principalement l'Essonne, le Val-d'Oise et les Yvelines) :
  - Boulogne-Billancourt : Studios de Billancourt
  - Saint-Cloud
  - Santeny La scène de l'arrestation de Peter en gare de Vougeot n'a pas été réalisée dans celle-ci, située sur la ligne Paris-Lyon-Marseille. C'est en fait la gare désaffectée de Santeny - Servon, située sur la ligne de la Bastille, qui a servi de décor. En effet, la gare de Vougeot, située sur l'axe Paris-Lyon-Marseille, ne pouvait faire l'objet d'un tournage qui nécessitait la fermeture de la ligne pendant une journée entière, ce qui explique le choix d'une gare située sur une ligne secondaire désaffectée.
- en Côte-d'Or :
  - Dijon
  - Meursault La Kommandantur a été installée dans la mairie de Meursault qui était l'ancien château fort de Meursault.Exposition d'un camion militaire contenant des citrouilles devant l'hôtel de ville de Meursault, à l'occasion du 50e anniversaire du film, en 2016.

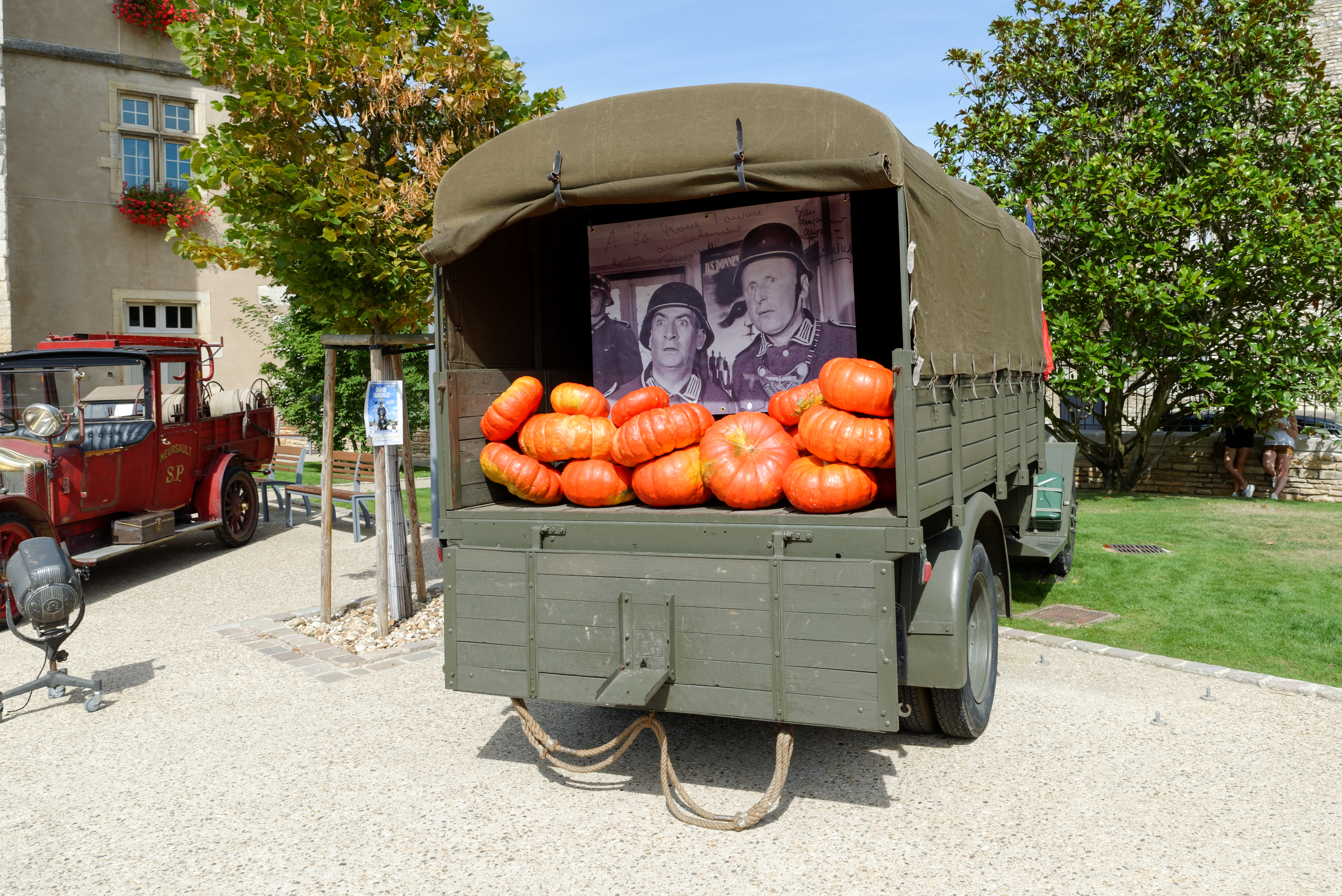
Exposition d'un camion militaire contenant des citrouilles devant l'hôtel de ville de Meursault, à l'occasion du 50e anniversaire du film, en 2016.

  - Beaune et les Hospices de Beaune Les hospices aux toits colorés sont ceux de Beaune. Lors du tournage en 1966, l'Hôtel-Dieu de Beaune est encore un hôpital en fonctionnement. La « Salle des Pôvres », dans laquelle les Anglais alités reçoivent la visite médicale de la Supérieure, est quant à elle fermée depuis octobre 1955. Les sœurs qui apparaissent dans le film portent le costume des sœurs hospitalières de Beaune et sont incarnées par des comédiennes. L'Hôtel-Dieu n'est véritablement un musée que depuis les années 1980, après le départ des derniers services hospitaliers en 1984. 
Le transfert par brancards a été tourné dans la cour du musée du Vin de Bourgogne, rue d'Enfer à Beaune (extérieur, porte de grange et intérieur avec bouteilles).
  - La Rochepot Passage du fourgon postal sur l'actuelle route D33 au sud-est de La Rochepot dont on voit le château en arrière-plan.
- dans la Nièvre :
  - Drémont
  - Pouques-Lormes : la panne du fourgon postal et la scène de l'échange des chaussures ont été réalisées sur la route D958 à hauteur du hameau de Drémont, situé au nord d'Anthien, et de Pouques-Lormes. Ce n'est pas la Nationale 6 qui passe plus au nord comme semble l'indiquer la borne sur laquelle est assis Stanislas Lefort.
- dans l'Yonne :
  - Lichères-sur-Yonne La scène du vol du camion de citrouilles par les deux aviateurs anglais a été filmée à l'entrée du château de Faulin.
  - Vézelay La plaque éclairée par Augustin indiquant Meursault est en fait apposée devant la Porte Neuve de Vézelay. De même, toutes les scènes nocturnes extérieures ont été tournées à Vézelay à l'exception de la scène de la place de l'« Hôtel du Globe ». La scène dans laquelle Bourvil intercepte Louis de Funès descendant une rue à vélo pour qu'il ne rencontre pas une patrouille allemande se passe au croisement de la rue des écoles et de la rue de l'Horloge.

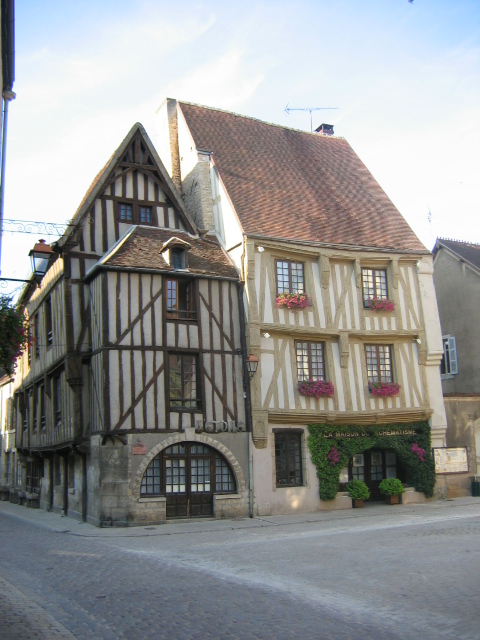
La « Maison Jaune » à droite, construction du XV située Place de l'Hôtel de ville, rebaptisée « Hôtel du Globe » dans le film avec la scène où l’on voit Bourvil et Louis de Funès se glisser dans l'auberge.

- - Noyers-sur-Serein  La scène de l'auberge (qui n'existe plus aujourd'hui) est tournée dans la maison à colombage située Place de l’hôtel de ville à Noyers, près de la mairie et de l’agence du Crédit Agricole, dont l'enseigne, bien qu'éteinte, apparaît dans le film. Les personnages  en cavale joués par Bourvil et Louis de Funès passent sous les arcades de la place de l'Hôtel de Ville. Ils traversent ensuite cette place sur la pointe des pieds, Bourvil portant leurs deux bicyclettes sur les épaules avant de les poser contre un mur à côté de l’auberge. Ils se glissent ensuite dans cette construction du XVe siècle, connue sous le nom de « Maison Jaune » et rebaptisée Hôtel du Globe pour les besoins du film. Ils arrivent alors en plein banquet de soldats de la Wehrmacht.
  - Asquins Le transfert des Anglais dans des tonneaux a été tourné sur la « route des Chaumots » en direction des Hauts d'Asquins, avec Vézelay en arrière-plan.
  - Pierre-Perthuis ; la scène dans laquelle de Funès et Bourvil, déguisés en soldats allemands sont emmenés prisonniers.
- dans l'Aveyron :
  - Montpellier-le-Vieux La scène avec les chiens et la fameuse scène avec de Funès sur les épaules de Bourvil.
  - Peyreleau
- dans le Cantal :
  - Vallée de la Truyère La scène du barrage (début de la poursuite) a été tournée sur le barrage de Grandval. Cette scène est montée de toutes pièces car le barrage a été construit entre 1955 et 1959 et l'action se passe en 1942. D'autre part, le barrage est situé à 450 km de la Bourgogne au cœur du Massif Central et de la Zone libre.
  - Saint-Flour La fuite vers l'aérodrome a été tournée sur le plateau de la Chomette.
  - Alleuze Les routes de la course-poursuite sont aussi des routes auvergnates puisqu'il s'agit des routes entourant le château d'Alleuze et aux environs de la Barge d'Alleuze et de Saint-Flour (que l'on aperçoit d'ailleurs dans le film).
- en Lozère :
  - Mende L'aérodrome de Mende - Brenoux est situé sur le causse de Mende. Il est aujourd'hui pourvu d'une piste bituminée de 1 300 mètres.

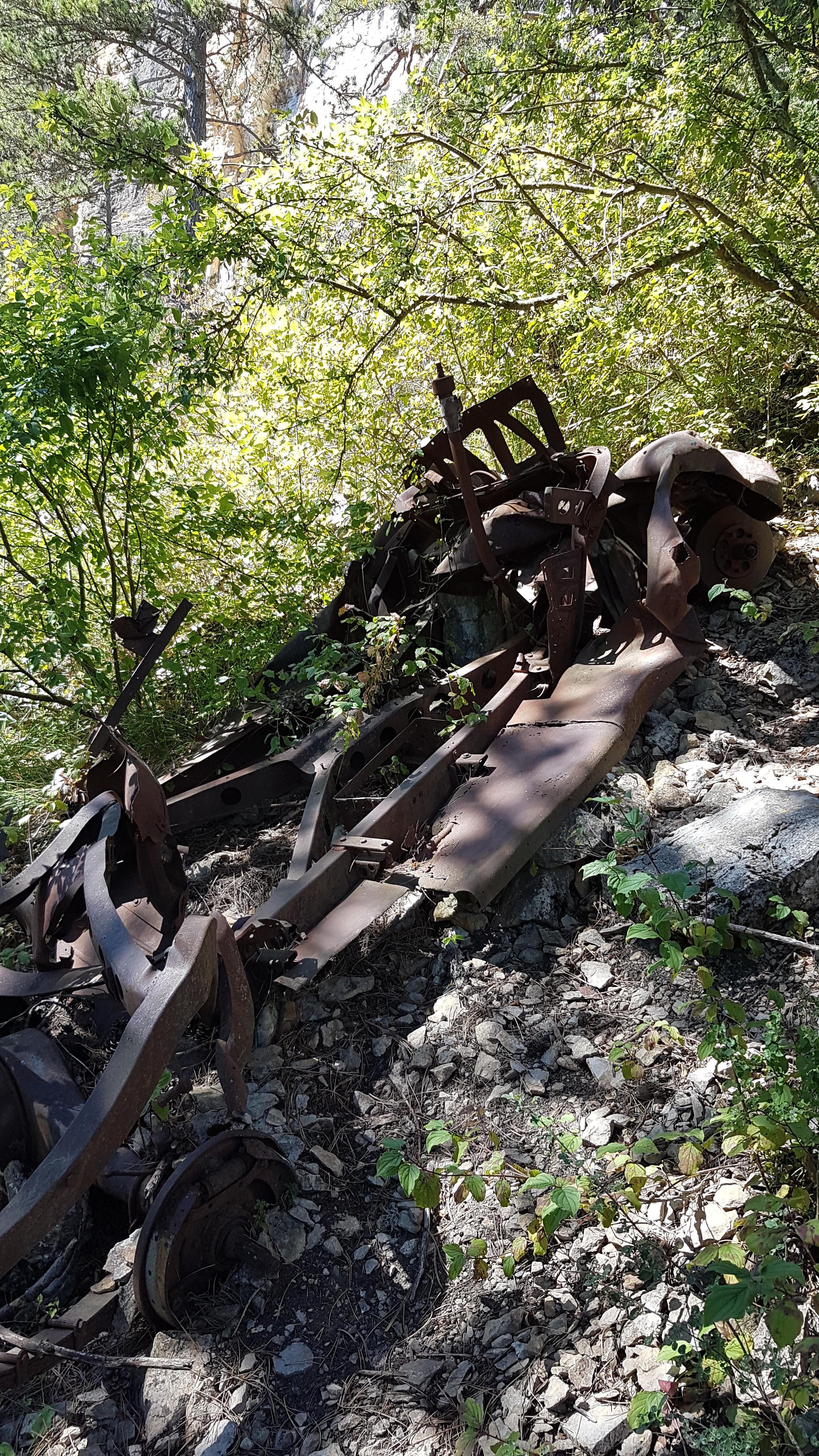
Carcasse d'une des voitures utilisées pour le tournage de la scène finale de "La Grande Vadrouille".

- en Haute-Savoie :
  - Taninges
  - Essert-Romand Le pilote de l'avion de reconnaissance indique une route départementale 328, qui est en fait située en Haute-Savoie et qui relie Fry à Essert-Romand.

### Bande originale

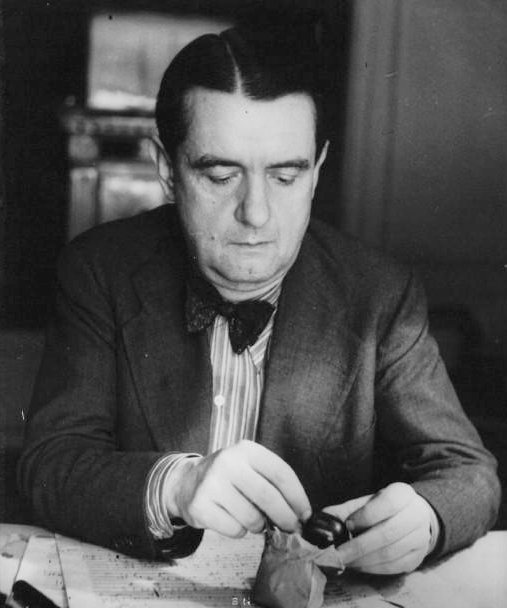
Georges Auric (ici en 1940) compose la musique de La Grande Vadrouille.

Georges Auric compose la bande originale de La Grande Vadrouille,. Gérard Oury avait auparavant fait appel à Georges Delerue pour Le crime ne paie pas (1962) et Le Corniaud (1965). Le vénérable compositeur livre ici l'une de ses dernières musiques de film, achevant une prolifique œuvre pour le grand écran entamée en 1930. Le réalisateur adjoint ainsi un artiste prestigieux à sa superproduction. Les « langues les plus informées » estiment que le réalisateur aurait confié la bande originale à Auric afin de faciliter l'obtention des autorisations de tournage à l'Opéra, puisqu'il est alors administrateur de la Réunion des théâtres lyriques nationaux (soit directeur de l'opéra Garnier et de l'Opéra-Comique). Les musiques du film sont d'ailleurs vraiment interprétées par l'orchestre de l'Opéra de Paris, sous la direction de Robert Benedetti, d'après l'orchestration de Jacques Météhen, fidèle arrangeur d'Auric,,. La formation dirigée par Louis de Funès à l'écran n'est cependant pas le véritable orchestre de l'opéra de Paris, ses musiciens étant en vacances lors du tournage de la scène en août : Jacques Météhen rassembla des professionnels d'autres groupes, professeurs de conservatoires, grands élèves et autres membres de l'orchestre de la Garde républicaine.

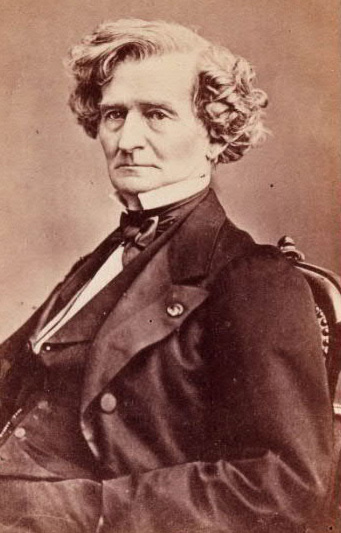
L'orchestre de l'Opéra joue La Damnation de Faust d'Hector Berlioz, sous la direction de Stanislas Lefort.

Georges Auric écrit, selon le spécialiste de la musique de film Stéphane Lerouge, « une partition d'une grand clarté, élégante et très française ». Il élabore des musiques de situation comme la java Pense à nous deux évoquant Paris ou la Marche SS, thème rattaché à l'armée allemande, mais son travail personnel est quelque peu éclipsé par la reprise d'airs fameux, qu'il intègre à ses morceaux. Les scénaristes ont choisi comme signe de ralliement des aviateurs alliés la chanson américaine Tea for Two, tirée de la comédie musicale No, No, Nanette créée à Broadway en 1925,,,,. La danse des chaises à l'hôtel du Globe se fait sur le chant populaire allemand Ein Jäger aus Kurpfalz (de). « Big Moustache » et MacIntosh, en marchant le long de la petite route de campagne, sifflent le chant patriotique Rule, Britannia!,.
La musique la plus emblématique demeure néanmoins l'opéra dirigé par Stanislas Lefort, La Damnation de Faust d'Hector Berlioz,,. Danièle Thompson explique notamment le choix de cette œuvre par la présence du personnage de Méphistophélès, son père s'amusant de l'idée que le diable soit le chef du réseau de résistants. D'abord, Stanislas Lefort répète avec l'orchestre de l'Opéra la Marche Hongroise, pièce phare de cette œuvre,,. La démesure de la composition de Berlioz cadre avec l'attitude grandiloquente du personnage. Ensuite, lors de la représentation, le début de La Damnation de Faust est joué par l'orchestre jusqu'à ce qu'une bombe explose dans l'Opéra. Par ailleurs, Georges Auric avait composé des génériques de début et de fin, que Gérard Oury n'a pas utilisé, préférant ouvrir le film par le seul son de l'avion et des bombardements, et le clore sur une dernière reprise de la Marche hongroise.

Le single de la bande originale du film paru en 1967 au Japon.

Un premier album 45 tours La Grande Vadrouille, bande originale du film sort en 1966 sous le label Riviera,. Un single de deux titres paraît l'année suivante au Japon,. Plusieurs thèmes font partie de la compilation Les plus belles musiques des films de Louis de Funès, publiée en 33 tours en 1988 et rééditée en CD en 1994, diffusée également en Allemagne,. En 2002, la musique de Le Grande Vadrouille est publiée, avec celles écrites par Georges Delerue pour Le Corniaud et Le Cerveau, sous le titre Bandes originales des films de Gérard Oury, dans la collection Écoutez le cinéma ! de Stéphane Lerouge,. En 2014, quelques morceaux sont intégrés à la vaste compilation Louis de Funès, musiques de films, 1963-1982 de la collection Écoutez le cinéma !,.

## Exploitation et accueil

### Promotion, première et sortie

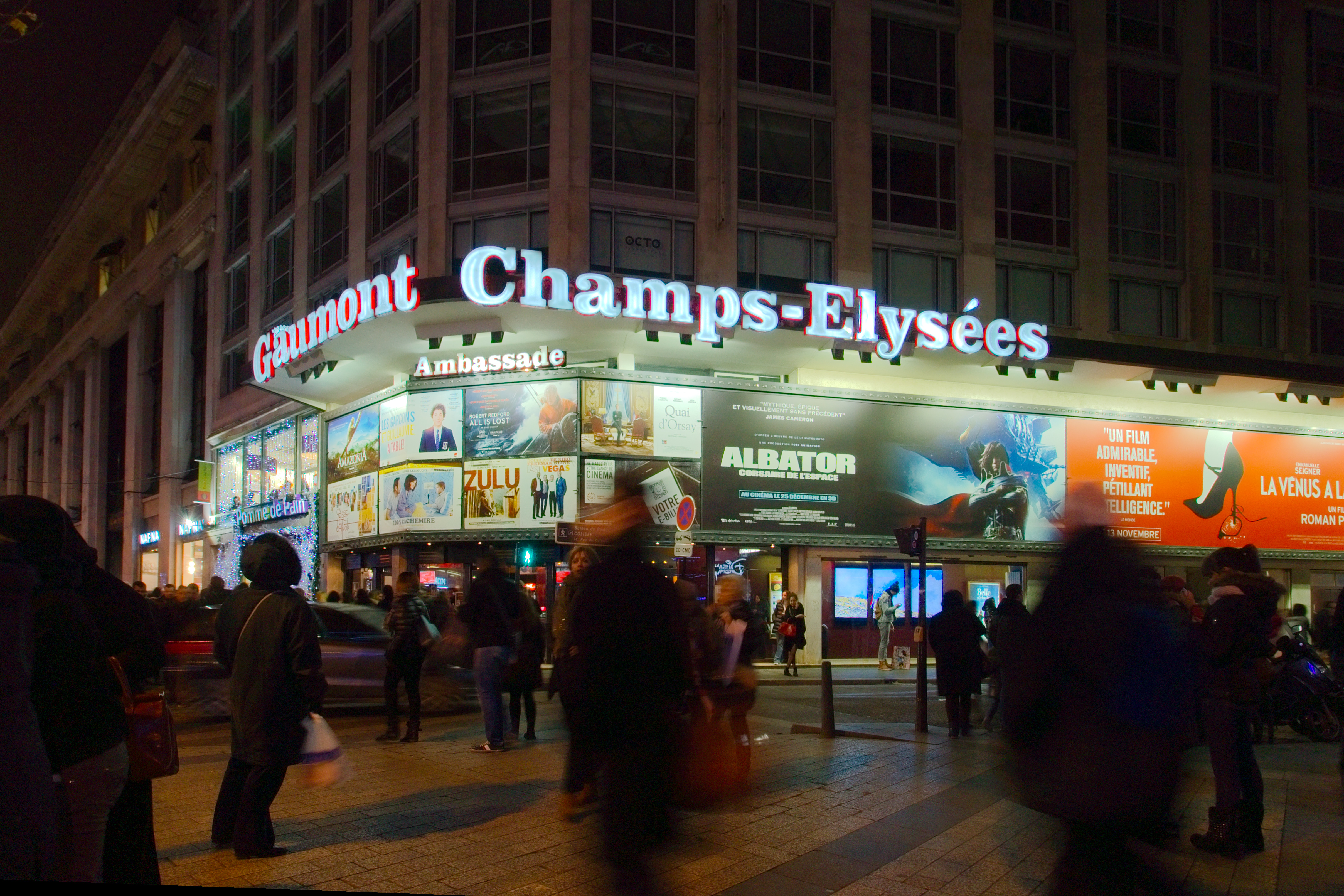
Le cinéma Gaumont Ambassade, où se déroula la première de La Grande Vadrouille.

La première de La Grande Vadrouille, organisée par Georges Cravenne, a lieu au Gaumont Ambassade, sur les Champs-Élysées, le 8 décembre 1966, à partir de 19 h 30. Alors que cette soirée de gala devait réunir quelque 500 invités, ce sont finalement presque 2 000 personnes qui tentent d'y rentrer, obligeant les producteurs et distributeurs à louer une salle de projection de plus à la dernière minute « pour les retardataires, les amis des amis, et autres resquilleurs ». Le journal France-Soir distribue des badges aux invités indiquant leurs acteurs préférés, Bourvil arborant au revers de sa veste un badge « J'aime de Funès » et Louis de Funès un « J'aime Bourvil ». Tous deux sont venus en famille, et viennent découvrir le film terminé — car la copie n'est sortie des laboratoires que quelques jours auparavant — tandis que Gérard Oury est accompagné de Michèle Morgan, à qui il avoue « J'ai l'impression de repasser mon bac ». L'événement est en partie retransmis en direct à la télévision. Le « Tout-Paris » — vedettes, personnalités civiles, journalistes, etc. — est présent, avec notamment Yvon Bourges, secrétaire d'Etat à l'Information, André Holleaux, directeur général du CNC, le publicitaire Marcel Bleustein-Blanchet, les académiciens Marcel Achard et Marcel Pagnol, l'écrivain cinéphile Philippe Erlanger et de très nombreuses célébrités et cinéastes, comme Robert Hossein, Annie Cordy, Yves Montand et Simone Signoret, Edwige Feuillère, Lino Ventura, Ludmila Tcherina, Françoise Fabian, Dalida, Candice Bergen, Jean Delannoy, François Reichenbach et l'acteur américain Robert Stack de la série Les Incorruptibles,,. Certains ont côtoyé Bourvil ou de Funès lors de tournages, tels Dany Carrel, Henri Verneuil, Bernard Blier, Francis Blanche, Moustache, Philippe Nicaud, Henri Génès, Jean Lefebvre, Raymond Rouleau et Eddie Constantine. D'après Pierre Billard de L'Express, Bourvil, Louis de Funès, le producteur Robert Dorfmann et Gérard Oury « mirent près de trente minutes à la fin du spectacle pour remonter les quatorze rangs de fauteuils qui les séparaient de la sortie. Les embrassades affectueuses dont ils étaient l'objet n'étaient pas toutes sincères, mais elles étaient toutes significatives. Le tout-cinéma, qui, depuis deux ans, surveillait d'un œil narquois la préparation de ce hold-up du rire, volait au secours de la victoire »,,.

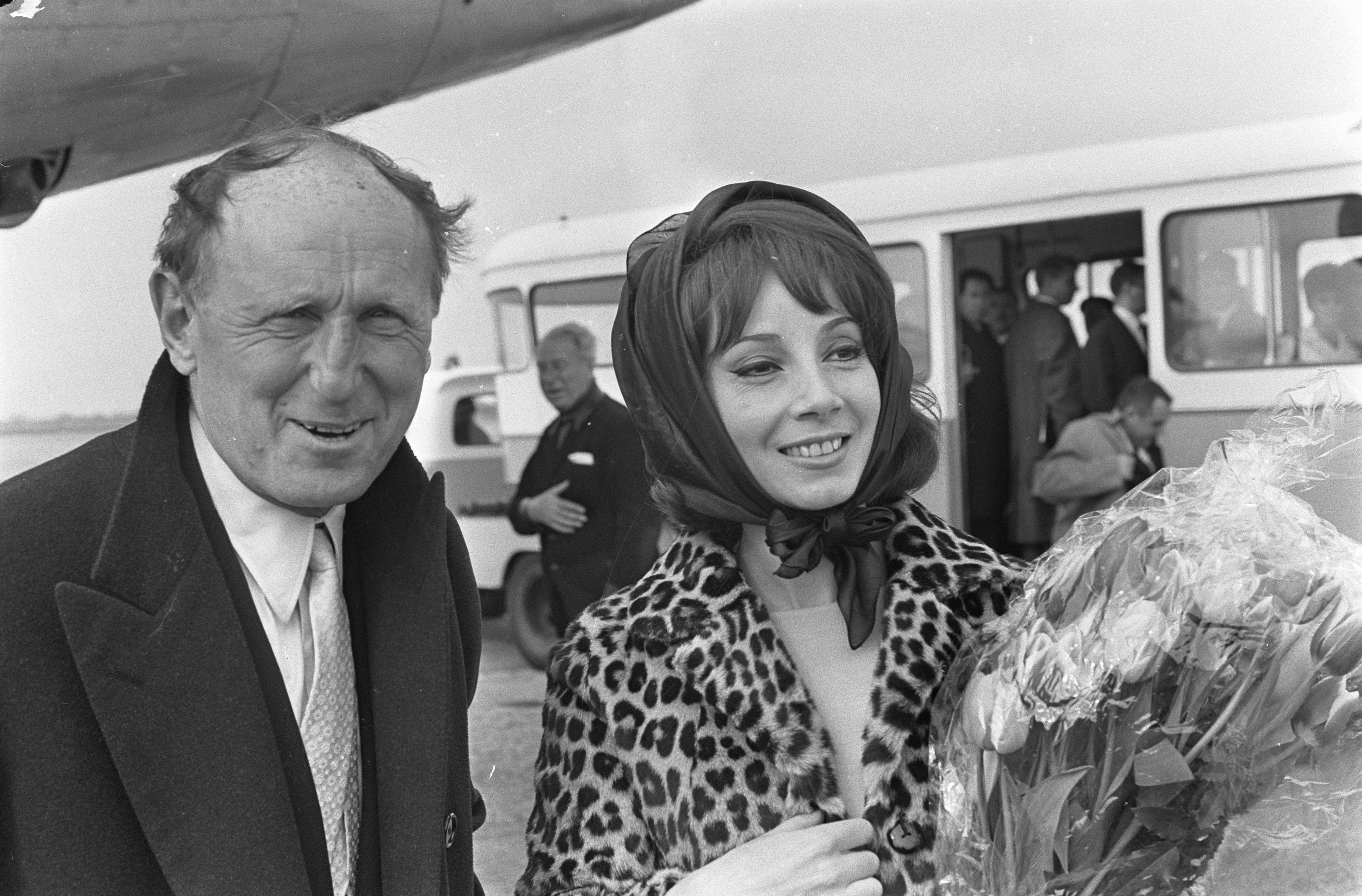
Bourvil et Andréa Parisy à l'aéroport d'Amsterdam le 20 mars 1967, lors de la promotion du film aux Pays-Bas.

### Accueil critique
« Avec La Grande Vadrouille, Gérard Oury franchit une étape et retrouve, sans en avoir l'air, le vrai filon du comique populaire, celui de Mack Sennett et de Laurel et Hardy. Le comique français se meurt faute d'invention, ou par excès d'intellectualisme. Gérard Oury lui insuffle un rythme qui, sans imiter celui des films américains, s'avère tout aussi efficace et réconcilie le comique de situation et la poésie burlesque. (…) C'est du guignol à grande échelle où l'on retrouve, à voir rosser le gendarme, c'est-à-dire l'Allemand, le naïf plaisir de l'enfance. »

— Michel Capdenac, Les Lettres françaises, 15 décembre 1966.
Alors que la plupart des revues affiliées à la Nouvelle Vague, politiquement situées à gauche et liées au Parti communiste français, auront des avis négatifs sur le film, le journal L'Humanité, organe central du Parti, publie également une critique très positive sur un résultat qui « mérite des félicitations », « un grand film comique français », rivalisant enfin avec le cinéma comique américain,. Albert Cervoni, dans l'hebdomadaire communiste France-Nouvelle, s'oppose cependant à cette vision et produit une critique très négative — « deux grandes pages de démolition argumentée » — où il rappelle sa détestation du film précédent, Le Corniaud (« Une fois déjà, le pari de la bêtise avait été joué et avait été gagné »), la vulgarité de ce genre de cinéma, et termine en recommandant deux « anticorps » à ce film, Le père Noël a les yeux bleus et Les Professionnels, « deux éléments solides du cinéma anticorniaud ». La direction politique du Parti, qui exerce un contrôle sur sa presse et ses journalistes, n'apprécie pas l'avis de Cervoni et lui répond notamment en émettant une salve de fausses lettres de lecteurs indignés pour démontrer son incompétence ; conscient de la supercherie, Cervoni résiste malgré tout, soutenu par les critiques Georges Sadoul et Léon Moussinac, avant que le Parti ne fasse une mise au point plus nuancée, à la suite d'autres réactions favorables à la critique de Cervoni.

« Faire la fine bouche serait ridicule. Il faut l'affirmer : La Grande Vadrouille est un grand film comique français, et le premier de ce genre si difficile à manier. (…) Le cinéma était vraiment comique, ou dramatique, avant la naissance du “parlant”. Mack Sennett et ses complices ont pratiquement épuisé toutes les situations possibles de la course-poursuite à la tarte à la crème. (…) Chaplin a poursuivi le chemin jusqu'au drame. C'est de cet esprit-là que s'inspire aujourd'hui un cinéaste français, mais en nationalisant, si j'ose dire, la situation. (…) C'est le premier film de guerre où ne coule pas une seule goutte de sang. Pas un mort, pas un blessé. Nous sommes purement et simplement dans une farce guignolesque. »

— Samuel Lachize, L'Humanité, 10 décembre 1966,.

« La raison d'un tel succès ? Le film lui-même ? Il est littéralement atterrant pour quiconque tient le cinéma pour un art non indigne, non inférieur aux autres. C'est aussi bête, aussi vulgaire, aussi indécent que le plus bêtement bourgeois théâtre de boulevard.(…) Tout y est pour que ce soit bête et laid, complice de toutes les attitudes de facilité. La platitude du récit et la grossièreté voulue, imposée de l'interprétation, conduisent à des “types” simplistes, atrocement conventionnels et complaisants, de “Français moyens”, viennent en renfort d'un racisme tout aussi conventionnel dans la représentation des personnages allemands, tous bêtes, laids, ridicules et se laissant rouler avec une gentillesse trop conforme aux volontés du scénariste. (…) Qu'on nous entende bien, cette période, pas plus qu'une autre, n'interdit nullement l'intrusion critique et démystification du rire. (…) Même sans aucun degré de génie chaplinesque, un réalisateur consciencieux, et surtout respectueux du spectateur, aurait pu se lancer dans une telle entreprise sans que le résultat soit insultant pour le public. Oury, lui, a simplement entassé, surchargé tous les gros effets les uns sur les autres. »

— Albert Cervoni, France-Nouvelle, 4 janvier 1967.

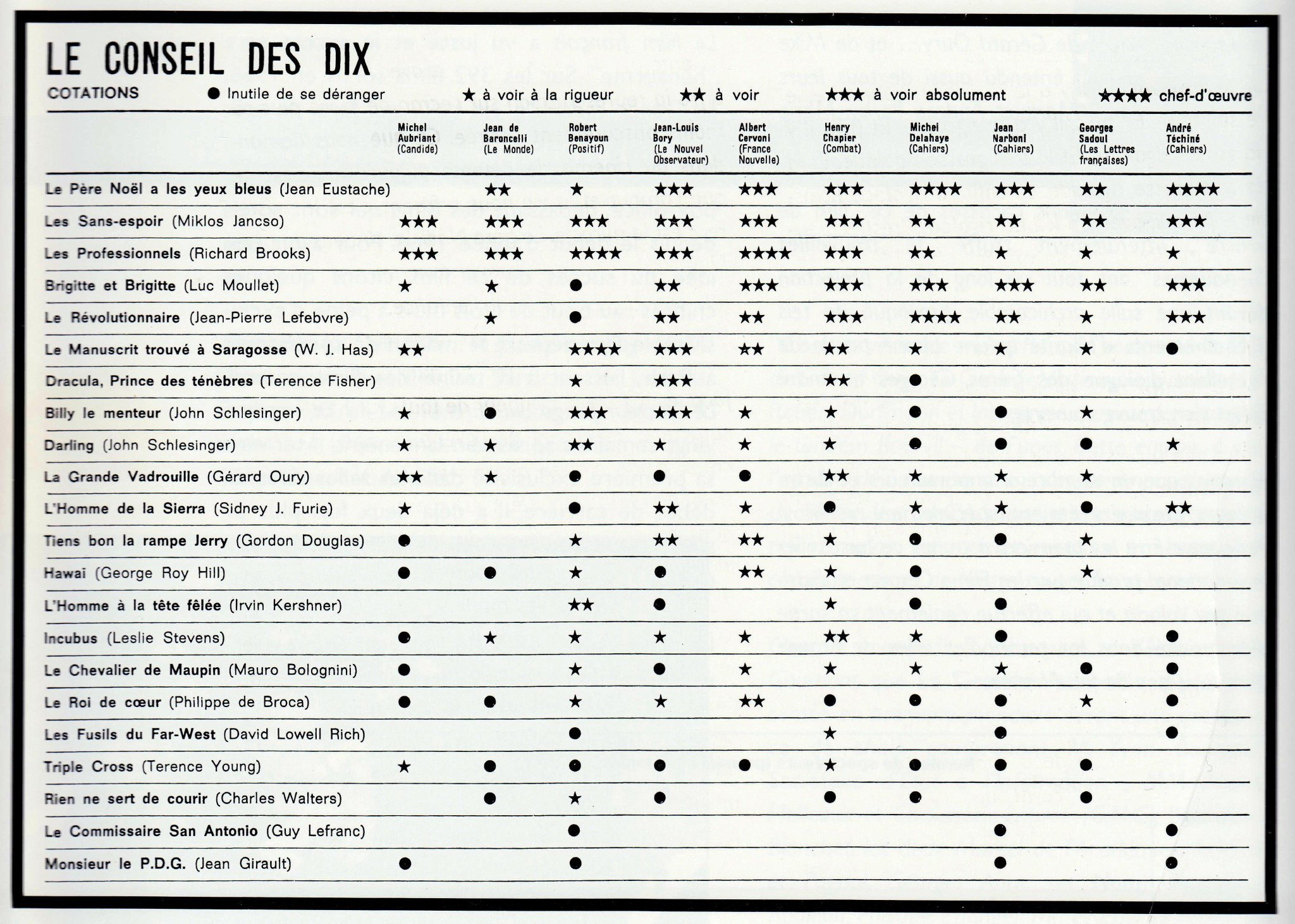
La Grande Vadrouille parmi les cotations du « Conseil des Dix » dans les Cahiers du cinéma.

Dans les Cahiers du cinéma, le « Conseil des dix », présentant les notes attribuées aux films par la presse considérée « de qualité », est sévère envers La Grande Vadrouille : quatre fois l'étoile unique signifiant « à voir à la rigueur » (Le Monde, Les Lettres françaises, et deux des trois suffrages des Cahiers du cinéma, Michel Delahaye et Jean Narboni) et trois fois le rond noir signifiant « inutile de se déplacer » (Positif, Le Nouvel Observateur, France-Nouvelle).

« Car tout de même il y a le rire, l'admirable rire, le rire salutaire. Et puis il y a la rigolade. Et puis la grosse rigolade. Et la très grosse rigolade. Et la très très grosse rigolade. Et enfin la rigolade kolossale — oh oui, avec un k ! La rigolade “respectueuse” comme la putain du même métal. Elle respecte non seulement tout ce qui touche de près ou de loin à nos mœurs, à nos coutumes, à nos habitudes — ne rien casser, et ça ne casse rien, ô sainte prudence à haute rentabilité — mais encore elle respecte tous les clichés, poncifs et gags d'une efficacité dont un usage mille et mille fois répété rend la preuve inutile. (…) Exemple : l'interminable séquence des chambres d'auberge, qui évoque laborieusement un Feydeau sans vitesse ni précision — c'est-à-dire sans Feydeau. On a reconnu que je parlais de La Grande Vadrouille. Eh oui ! La trêve des confiseurs. Le conditionnement est first class ; ça a coûté gros et il faut reconnaître qu'on n'a lésiné ni sur les hélicoptères ni sur l'armée allemande — pardon boche ! — dont on sait (depuis 1870 au moins) qu'elle est grotesque, bedonnante et si facile à berner. Ce film est une somptueuse misère, une médiocrité richissime. J'enrage de voir un comédien aussi doué pour le comique que Louis de Funès galvauder son talent dans ça. »

— Jean-Louis Bory, Le Nouvel Observateur, 28 décembre 1966,.

« Plus que vulgaire : bourgeois. Le digne pendant de Paris brûle-t-il ?. Aux heures sombres, dramatiques — comme le dirait Fernandel dans La Roue tourne — succède l'Occupation rigolarde à base de ronflements, d'éternuements, de personnages bigleux et de citrouilles. Le spectacle d'une telle abjection tue le rire, et Gérard Oury, par on ne sait quel mystère, arrive à tuer aussi de banalités tous ses comédiens. »

— Claude Pennec, Arts, no 186, 14 décembre 1966.

« Probablement le film le plus fauché et le plus minable de l'année. Il faut être bien naïf pour croire qu'il a coûté un milliard et demi d'anciens francs. Le sujet démarque d'une bande dessinée pour enfants, Les Trois Mousquetaires du maquis. Gags aussi vieux que Nabuchodonosor, téléphonés un quart d'heure à l’avance, Teutons très cons, trognes rubicondes. Marijac avait pour excuse de sortir son “comic” (dans Coq hardi) peu après la Libération, alors que Paris sentait le roussi. Mais vingt ans après, quelle est l'excuse d'Oury ? Et l'excuse de la critique, déculottée à l'unisson pour saluer bien bas cette consternante farce rétrograde ? »

— Michel Mardore, Cahiers du cinéma, no 186, janvier 1967,.

### Box-office
| Pays ou région    | Box-office                |
| ----------------- | ------------------------- |
| France            | 17 317 745 entrées        |
| Russie            | 37 800 000 entrées        |
| Italie            | Plus de 5 000 000 entrées |
| Allemagne         | 3 597 000 entrées         |
| Espagne           | 3 026 249 entrées         |
| Pays-Bas          | 1 970 000 entrées         |
| Suède             | 777 000 entrées           |
| Bruxelles         | 500 000 entrées           |
| Athènes           | 130 460 entrées           |
| Tokyo             | 144 674 entrées           |
| Monde hors France | 52 945 383 entrées        |
| Total Monde       | 70 263 128 entrées        |

Sorti en décembre 1966, le film a totalisé pendant longtemps le plus grand nombre d'entrées en France avec plus de 17 millions de tickets vendus. Il est finalement dépassé par Titanic de James Cameron en 1997 mais également par Bienvenue chez les Ch'tis de Dany Boon en 2008 puis Intouchables en 2011. Cependant, en proportion de la population française de l'époque, La Grande Vadrouille reste devant tous les autres films français avec 34 % des Français qui sont allés voir ce film, contre 31 % pour Bienvenue chez les Ch'tis.
| Semaine | Semaine                            | Rang | Entrées | Cumul             | no 1 du box-office hebdo.     |
| ------- | ---------------------------------- | ---- | ------- | ----------------- | ----------------------------- |
| 1       | 7 décembre au 13 décembre 1966     | 1er  | 105 759 | 105 759 entrées   | La Grande Vadrouille          |
| 2       | 14 décembre au 20 décembre 1966    | 1er  | 104 604 | 210 363 entrées   | La Grande Vadrouille          |
| 3       | 21 décembre au 27 décembre 1966    | 1er  | 136 192 | 346 555 entrées   | La Grande Vadrouille          |
| 4       | 28 décembre 1966 au 3 janvier 1967 | 1er  | 136 714 | 483 269 entrées   | La Grande Vadrouille          |
| 5       | 4 janvier au 10 janvier 1967       | 1er  | 84 730  | 483 269 entrées   | La Grande Vadrouille          |
| 6       | 11 janvier au 17 janvier 1967      | 1er  | 79 580  | 647 579 entrées   | La Grande Vadrouille          |
| 7       | 18 janvier au 24 janvier 1967      | 1er  | 73 033  | 720 612 entrées   | La Grande Vadrouille          |
| 8       | 25 janvier au 31 janvier 1967      | 1er  | 65 530  | 720 612 entrées   | La Grande Vadrouille          |
| 9       | 1er février au 7 février 1967      | 1er  | 60 726  | 846 868 entrées   | La Grande Vadrouille          |
| 10      | 8 février au 14 février 1967       | 1er  | 78 940  | 925 808 entrées   | La Grande Vadrouille          |
| 11      | 15 février au 21 février 1967      | 2e   | 47 570  | 973 378 entrées   | Le Retour des sept            |
| 12      | 22 février au 28 février 1967      | 3e   | 42 850  | 1 016 228 entrées | Le Voleur                     |
| 13      | 1er mars au 7 mars 1967            | 1er  | 41 860  | 1 058 088 entrées | La Grande Vadrouille          |
| 14      | 8 mars au 14 mars 1967             | 2e   | 39 050  | 1 058 088 entrées | Les Demoiselles de Rochefort  |
| 15      | 15 mars au 21 mars 1967            | 3e   | 33 789  | 1 130 927 entrées | Fantômas contre Scotland Yard |
| 16      | 22 mars au 28 mars 1967            | 3e   | 53 080  | 1 184 007 entrées | La Canonnière du Yang-Tsé     |
| 17      | 29 mars au 4 avril 1967            | 3e   | 48 040  | 1 232 047 entrées | La Canonnière du Yang-Tsé     |
| 18      | 5 avril au 11 avril 1967           | 5e   | 28 510  | 1 260 557 entrées | La Canonnière du Yang-Tsé     |
| 19      | 12 avril au 18 avril 1967          | 6e   | 18 488  | 1 279 045 entrées | Les Aventuriers               |
| 20      | 19 avril au 25 avril 1967          | 5e   | 24 300  | 1 303 345 entrées | La Nuit des généraux          |
| 21      | 26 avril au 2 mai 1967             | 2e   | 53 140  | 1 356 485 entrées | Les Aventuriers               |
| 22      | 3 mai au 9 mai 1967                | 1er  | 46 847  | 1 403 332 entrées | La Grande Vadrouille          |
| 23      | 10 mai au 16 mai 1967              | 2e   | 30 506  | 1 433 838 entrées | Les Aventuriers               |
| 24      | 17 mai au 23 mai 1967              | 6e   | 19 057  | 1 452 895 entrées | Les Aventuriers               |

| Semaine | Semaine                            | Rang | Entrées   | Cumul              | Salles | no 1 du box-office hebdo. |
| ------- | ---------------------------------- | ---- | --------- | ------------------ | ------ | ------------------------- |
| 1       | 7 décembre au 13 décembre 1966     | 4e   | 102 869   | 102 869 entrées    | 6      | Paris brûle-t-il ?        |
| 2       | 14 décembre au 20 décembre 1966    | 1er  | 335 692   | 438 561 entrées    | 34     | La Grande Vadrouille      |
| 3       | 21 décembre au 27 décembre 1966    | 1er  | 962 748   | 1 401 309 entrées  | 95     | La Grande Vadrouille      |
| 4       | 28 décembre 1966 au 3 janvier 1967 | 1er  | 1 009 597 | 2 410 906 entrées  | 95     | La Grande Vadrouille      |
| 5       | 4 janvier au 10 janvier 1967       | 1er  | 643 207   | 3 054 113 entrées  | 99     | La Grande Vadrouille      |
| 6       | 11 janvier au 17 janvier 1967      | 1er  | 537 328   | 3 591 441 entrées  | 102    | La Grande Vadrouille      |
| 7       | 18 janvier au 24 janvier 1967      | 1er  | 491 374   | 4 082 815 entrées  | 108    | La Grande Vadrouille      |
| 8       | 25 janvier au 31 janvier 1967      | 1er  | 439 010   | 4 521 825 entrées  | 110    | La Grande Vadrouille      |
| 9       | 1er février au 7 février 1967      | 1er  | 478 839   | 5 000 664 entrées  | 118    | La Grande Vadrouille      |
| 10      | 8 février au 14 février 1967       | 1er  | 503 882   | 5 504 546 entrées  | 123    | La Grande Vadrouille      |
| 11      | 15 février au 21 février 1967      | 1er  | 450 721   | 5 955 267 entrées  | 130    | La Grande Vadrouille      |
| 12      | 22 février au 28 février 1967      | 1er  | 383 310   | 6 338 577 entrées  | 123    | La Grande Vadrouille      |
| 13      | 1er mars au 7 mars 1967            | 1er  | 332 108   | 6 670 685 entrées  | 129    | La Grande Vadrouille      |
| 14      | 8 mars au 14 mars 1967             | 1er  | 310 968   | 6 981 653 entrées  | 124    | La Grande Vadrouille      |
| 15      | 15 mars au 21 mars 1967            | 1er  | 267 536   | 7 249 189 entrées  | 126    | La Grande Vadrouille      |
| 16      | 22 mars au 28 mars 1967            | 1er  | 353 960   | 7 603 149 entrées  | 128    | La Grande Vadrouille      |
| 17      | 29 mars au 4 avril 1967            | 1er  | 279 352   | 7 882 501 entrées  | 124    | La Grande Vadrouille      |
| 18      | 5 avril au 11 avril 1967           | 1er  | 226 834   | 8 109 335 entrées  | 117    | La Grande Vadrouille      |
| 19      | 12 avril au 18 avril 1967          | 1er  | 172 278   | 8 281 613 entrées  | 120    | La Grande Vadrouille      |
| 20      | 19 avril au 25 avril 1967          | 2e   | 162 568   | 8 444 181 entrées  | 102    | Les Aventuriers           |
| 21      | 26 avril au 2 mai 1967             | 2e   | 204 977   | 8 649 158 entrées  | 116    | Les Aventuriers           |
| 22      | 3 mai au 9 mai 1967                | 2e   | 187 356   | 8 836 514 entrées  | 106    | Les Aventuriers           |
| 23      | 10 mai au 16 mai 1967              | 1er  | 186 527   | 9 023 041 entrées  | 128    | La Grande Vadrouille      |
| 24      | 17 mai au 23 mai 1967              | 1er  | 134 590   | 9 157 631 entrées  | 86     | La Grande Vadrouille      |
| 25      | 24 mai au 30 mai 1967              | 1er  | 252 198   | 9 409 829 entrées  | 111    | La Grande Vadrouille      |
| 26      | 31 mai au 6 juin 1967              | 1er  | 154 605   | 9 564 434 entrées  | 101    | La Grande Vadrouille      |
| 27      | 7 juin au 13 juin 1967             | 1er  | 154 659   | 9 719 093 entrées  | 87     | La Grande Vadrouille      |
| 28      | 14 juin au 20 juin 1967            | 1er  | 113 744   | 9 832 837 entrées  | 68     | La Grande Vadrouille      |
| 29      | 21 juin au 27 juin 1967            | 1er  | 109 430   | 9 942 267 entrées  | 64     | La Grande Vadrouille      |
| 30      | 28 juin au 4 juillet 1967          | 4e   | 32 199    | 9 974 466 entrées  | 31     | El Dorado                 |
| 31      | 5 juillet au 11 juillet 1967       | 4e   | 36 686    | 10 011 152 entrées | 37     | El Dorado                 |
| 32      | 12 juillet au 18 juillet 1967      | 1er  | 104 094   | 10 115 246 entrées | 101    | La Grande Vadrouille      |
| 33      | 19 juillet au 25 juillet 1967      | 1er  | 103 257   | 10 218 503 entrées | 86     | La Grande Vadrouille      |
| 34      | 26 juillet au 1er août 1967        | 1er  | 79 152    | 10 297 655 entrées | 75     | La Grande Vadrouille      |
| 35      | 2 août au 8 août 1967              | 1er  | 120 430   | 10 418 085 entrées | 97     | La Grande Vadrouille      |
| 36      | 9 août au 15 août 1967             | 1er  | 167 573   | 10 585 658 entrées | 114    | La Grande Vadrouille      |
| 37      | 16 août au 22 août 1967            | 1er  | 154 869   | 10 740 527 entrées | 135    | La Grande Vadrouille      |
| 38      | 23 août au 29 août 1967            | 2e   | 112 549   | 10 853 076 entrées | 111    | La Religieuse             |
| 39      | 30 août au 5 septembre 1967        | 3e   | 81 732    | 10 934 808 entrées | 82     | La Religieuse             |
| 40      | 6 septembre au 12 septembre 1967   | 2e   | 92 979    | 11 027 787 entrées | 84     | La Religieuse             |
| 41      | 13 septembre au 19 septembre 1967  | 7e   | 58 090    | 11 085 877 entrées | 63     | La Religieuse             |
| 42      | 20 septembre au 26 septembre 1967  | 16e  | 40 074    | 11 125 951 entrées | 41     | La Religieuse             |
| 43      | 27 septembre au 3 octobre 1967     | 8e   | 58 710    | 11 184 661 entrées | 55     | On ne vit que deux fois   |
| 44      | 4 octobre au 10 octobre 1967       | 7e   | 68 225    | 11 252 886 entrées | 70     | On ne vit que deux fois   |
| 45      | 11 octobre au 17 octobre 1967      | 14e  | 55 035    | 11 307 921 entrées | 61     | On ne vit que deux fois   |
| 46      | 18 octobre au 24 octobre 1967      | 11e  | 63 459    | 11 137 380 entrées | 62     | On ne vit que deux fois   |
| 47      | 25 octobre au 31 octobre 1967      | 12e  | 66 619    | 11 437 999 entrées | 76     | Oscar                     |
| 48      | 1er novembre au 7 novembre 1967    | 9e   | 83 713    | 11 521 712 entrées | 85     | Oscar                     |
| 49      | 8 novembre au 14 novembre 1967     | 8e   | 84 778    | 11 606 490 entrées | 93     | Oscar                     |
| 50      | 15 novembre au 21 novembre 1967    | 15e  | 38 600    | 11 645 090 entrées | 41     | Oscar                     |
| 51      | 22 novembre au 28 novembre 1967    | 24e  | 25 791    | 11 670 881 entrées | 33     | Oscar                     |
| 52      | 29 novembre au 5 décembre 1967     | 29e  | 23 718    | 11 694 599 entrées | 32     | Oscar                     |
| 53      | 6 décembre au 12 décembre 1967     | 30e  | 18 665    | 11 713 264 entrées | 32     | Oscar                     |

Pour sa ressortie en salles dans une version restaurée en juillet 2016, le film se hisse à la dix-neuvième place du box-office français lors de son premier week-end avec 13 178 entrées sur les 59 salles le diffusant ; il totalise finalement 35 633 entrées à la fin de cette nouvelle exploitation en salles.

### Sorties à l'étranger

Affiche de La Grande Vadrouille au Japon, où la Toho-Towa distribue le film.

La Grande Vadrouille sort aussi en Suisse le 26 décembre 1966 en français, aux Pays-Bas le 30 mars 1967 sous le titre Samen uit samen thuis, en Belgique 28 avril 1967 (à Gand) nommé Een reuze boemel en flamand, en Suède le 28 juin 1967 titré Den stora kalabaliken, en Espagne le 28 août 1967 intitulé La gran juerga ou La fuga fantástica, en Grèce en septembre 1967 sous les titres Ασύλληπτη απόδρασις ou Το μεγάλο γλέντι, en Allemagne de l'Ouest le 15 septembre 1967 nommé Drei Bruchpiloten in Paris, au Japon le 15 décembre 1967 titré 大進撃, au Danemark le 18 décembre 1967 intitulé Undskyld vi flygter, en Finlande le 8 mars 1968 sous le titre Suuri huviretki, au Royaume-Uni le 5 mai 1968 (à Londres), en Argentine le 17 juillet 1968, en Irlande le 2 août 1968, aux États-Unis le 16 février 1969 (à New York), au Mexique le 25 décembre 1969, en Turquie le 2 mars 1970 nommé Şahane oyun, au Brésil le 7 décembre 1970 titré A Grande Escapada, en Pologne en décembre 1972 intitulé Wielka włóczęga. Des ressorties ont lieu en Espagne, en Argentine et en Allemagne de l'Ouest en 1974, et en Finlande en 1978.
Le film connaît également des sorties en Autriche, en Bulgarie (Голямата разходка), au Canada en français et en anglais, en Chine (虎口脱险), en Estonie (Suur jalutuskäik), en Hongrie (Egy kis kiruccanás), en Iran (Janjal-e Bozorg), en Italie (Tre uomini in fuga), en Lituanie (Didysis pasivaiksciojimas), en Norvège (Unnskyld, vi flykter), au Portugal (A grande escapada puis A Grande Paródia), en Roumanie (Marea hoinăreală), en Slovénie (Velika pustolovscina), en Tchécoslovaquie (nommé Velký flám en tchèque), en Union soviétique (Большая прогулка) et en Ukraine (Велика прогулянка). Le titre international anglophone est : Don't Look Now… We're Being Shot At!,.
Succès international, La Grande Vadrouille enregistre notamment 777 000 entrées en Suède, 3 026 249 entrées en Espagne et 37,8 millions d'entrées en URSS,,,,. Le film comptabilise 1,97 million d'entrées aux Pays-Bas, demeurant toujours parmi les plus gros succès du box-office néerlandais. En Italie, où Le Corniaud fut un échec, le nouvel Oury-Bourvil-de Funès arrive à la 11e place du box-office de 1966-67, et rassemble au total près de cinq millions d'entrées. En Allemagne, une première exploitation en 1967 par le distributeur Constantin, dans une version sévèrement tronquée et censurée, connaît un modeste accueil avec environ un demi-million d'entrées. À la suite de la réussite connue par Les Aventures de Rabbi Jacob outre-Rhin, une ressortie du film par la Tobis (de) en 1974 — complet, renommé Die große Sause et bénéficiant d'un nouveau doublage plus fidèle — remporte cette fois-ci l'adhésion du public ouest-allemand (3,3 millions d'entrées, 8e place du box-office de 1974, Écran d'or en 1977), dans la lignée du récent succès de Mais où est donc passée la septième compagnie ? dans ce pays,,,. Le film n'est pas diffusé en Allemagne de l'Est.
L'exclusivité à Bruxelles engrange 16,8 millions de francs de recettes, soit environ 500 000 entrées, un grand succès ; le film tient sept semaines en tête du box-office des exclusivités. L'exploitation à Athènes récolte 130 460 entrées, soit le quatrième meilleur résultat de la saison 1967-68. En 1968, attiré par l'énorme triomphe français, la compagnie Disney, via sa filiale Buena Vista, achète les droits de distribution pour les États-Unis (le film a ainsi la possibilité de concourir pour les Oscars dans la catégorie film étranger) ; l'exploitation l'année suivante à Broadway semble cependant confidentielle,. La Grande Vadrouille obtient enfin un bel accueil — pour un film français — à Hong Kong et à Tokyo.

## Distinctions
Entre 1967 et 1977, La Grande Vadrouille a été sélectionné trois fois dans diverses catégories et a remporté trois récompenses.
De plus, le 4 décembre 1966, La Grande Vadrouille bénéficie de l'honneur d'être projeté par le Service cinématographique des Armées dans la grande salle des fêtes du palais de l'Élysée, en présence du général de Gaulle qui, devant le film, « rit de bon cœur, mais moins toutefois que ses petits-enfants ».

### Récompenses
- Festival du film de Taormine 1966 : Prix du meilleur film étranger[réf. nécessaire].
- Prix David di Donatello 1967 : Plaque d'or décerné à Robert Dorfmann.
- Écran d'or en 1977, pour son box-office ouest-allemand supérieur à trois millions d'entrées[86].

## Analyse